# 利奧波德·約瑟夫·馮·道恩

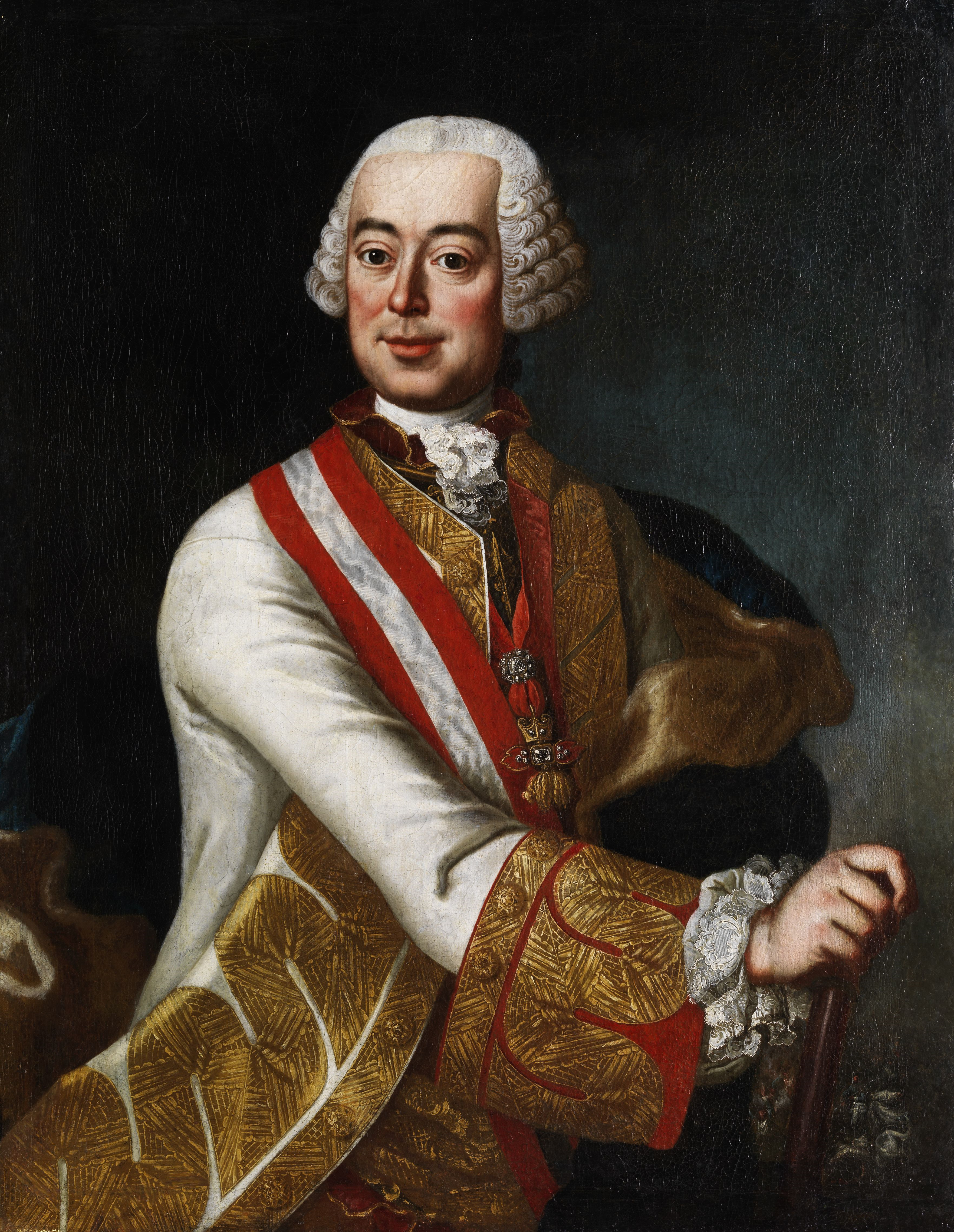
利奧波德·約瑟夫·加拿夫·道恩

利奧波德·約瑟夫·道恩伯爵（德語：Leopold Josef Graf Daun, Fürst von Thiano，1705年9月24日—1766年2月5日），又名利奧波德·約瑟夫·馮·道恩或道恩，Thiano親王，奧地利陆军元帅。

## 生平
1705年生於維也納。道恩的祖、父兩代都是從軍的，這令他從小就對軍事產生興趣。他於1718年在開始於他父親在西西里的團中從軍。在波蘭王位繼承戰爭中攀升至上校，又在1737年至1739年與鄂圖曼帝國作戰中升至少將。及後在奧地利王位繼承戰爭中，道恩充分發揮出他小心謹慎的領導才能。他參與過查圖西茨會戰，又在多瑙河岸的戰爭中表現出色，受到了奧托·馮·特勞恩的提拔，擔任後衞，在霍亨弗里德堡戰役和索爾戰役中參與指揮，同年晉升至中將。他及後在尼德蘭Battle of Val的表現得到了奧地利大公瑪麗婭·特蕾西婭的充分肯定，令他成為了維也納司令官及金羊毛騎士，在1754年授予元帥軍銜。
正當在七年戰爭爆發前，他在重整奧地利陸軍中下了很大苦功，並在威尼奴爾斯塔特成立了陸軍軍官學校。布拉格戰役之後，奧地利野戰軍撤退，布拉格被圍困。維也納改派帝國戰爭委員會主席，老資格的道恩出任總司令，此後，道恩在整個七年戰爭中，都是普魯士的最大的對手。道恩出任總司令後，快速在6月間就全面恢復率軍反攻，1757年6月18日，道恩的以堅固設防抵擋腓特烈大帝的普軍進攻，在科林戰役中擊敗普軍，擊敗「軍事天才」腓特烈成為他的軍事生涯中的首作，更因此被瑪麗婭·特蕾西婭授與了大十字勳章。及後的1757年，他由曾派出哈迪克中將的一支3,400人小隊成功偷襲柏林，挫普軍軍心。及後又連續大敗奧古斯都·威廉 (布朗斯維克-貝費恩)的普軍並俘獲之，更攻陷了西里西亞首府布雷斯勞及其幾乎全境被佔領。
腓特烈聞聽噩耗後留下還軍北返，在洛伊滕會戰大敗奧地利軍隊司令查理·亞歷山大。道恩在這次敗績後正式代替了查理全權指揮奧軍。在霍克齊戰役中乘夜以8萬大軍成4路縱隊偷襲普軍營地，令普魯士損失了9,000多官兵，包括兩位元帥。奧俄聯軍庫勒斯道夫戰役打敗普軍後，俄將薩爾特科夫和道恩之間嚴重不和令俄奧兩軍未能夾擊柏林，給了普魯士一線生機。1760年夏季以後，奧軍在各戰線上多番受挫，道恩亦在托爾高戰役中受傷，被送回維也納。後來普軍又在博克施道夫戰役中逼使道恩指揮的奧軍全線退卻。
道恩一直擔任司令直至戰爭結束，並在戰後大力重整奧地利軍隊。1762年瑪麗婭·特蕾西婭委派他為帝國戰爭委員會主席。瑪麗婭·特蕾西對他的評價很高，曾經稱他為「奧地利的拯救者」。奧地利第五十六步兵團亦是以他的名字命名。